# William Conrad
William Conrad, ursprungligen John William Cann Jr., född 27 september 1920 i Louisville, Kentucky, död 11 februari 1994 i Los Angeles, Kalifornien, var en amerikansk skådespelare, producent och regissör, vars karriär sträckte sig över fem decennier,
och inom radio, film och TV. Conrad flyttade till Hollywood efter andra världskriget och spelade där en rad karaktärsroller i olika filmer, däribland i noir-klassikern Hämnarna (1946). Under 1950-talet spelade han sheriff Matt Dillon i den populära radioserien Gunsmoke (1952–1961); rollen spelades därefter av James Arness i TV-serien Krutrök. William Conrad var även berättarrösten i TV-serierna Rocky and Bullwinkle (1959-1964), Jagad (1963–1967) och Familjen Macahan. Conrad är mest känd för sina roller som detektiver i TV-serierna Cannon (1971–1976) och Nero Wolfe, privatdetektiv (1981) samt som allmän åklagaren McCabe i Rättvisans män (1987–1992).

## Filmografi

### Roller
- Rättvisans män (1987-1992)
- The Highwaymen (1987)
- Blodshämnd (1986)
- Manimal (1983)
- Shocktrauma (1982)
- Döda män klär inte i rutigt (1982)
- Nero Wolfe, privatdetektiv (1981)
- The Return of Frank Cannon (1980)
- The Murder That Wouldnt Die (1980)
- Keefer (1978)
- Moonshine Express (1977)
- Komplott in i döden (1971)
- Cannon (1971-1976)
- O'Hara United States Treasury: Operation Cobra (1971)
- Brotherhood of the Bell (1970)
- Johnny Concho' (1959)
- -30- (1959)
- Ritten tillbaka (1957)
- Erövraren (1956)
- Kupp mot spelhålan (1955)
- Marabunta - den stora fasan (1954)
- Ökensången (1953)
- Revolt i Texas (1952)
- Monte Cristos skatt (1951)
- Hämnaren slår till (1951)
- Ligan bakom lagen (1951)
- Dial 1119 (1950)
- Nattens gata (1950)
- Massor av mjölk (1950)
- Den andra kvinnan (1949)
- Sista given (1949)
- Ursäkta, fel nummer! (1948)
- Till segraren (1948)
- Kropp och själ (1947)
- Hämnarna (1946)

### Regi
- Side Show (1981)
- Brainstorm (1965)
- My Blood Runs Cold (1965)
- Giljotinen (1965)

### Produktion
- Countdown (1967)
- Cool Baby, Cool (1967)
- Med uppdrag at döda (1967)
- First to Fight (1967)
- Chubasco (1967)
- Vi ses i helvetet älskling (1966)
- A Covenant with Death (1966)
- My Blood Runs Cold (1965)
- Brainstorm (1965)
- Giljotinen (1965)
- Ritten tillbaka (1957)